# Mohamed Benameur
Pour les articles homonymes, voir Benameur.
Mohamed Benameur (en arabe : محمد بن عامر) est un footballeur algérien né le 4 décembre 1959 à Alger et mort le 10 décembre 2010 dans la même ville. Il évoluait au poste de milieu défensif.

## Biographie

### Naissance
Benameur naît le 4 décembre 1959. Son prénom est mentionné par diverses sources comme étant Mohamed, Mustapha ou encore Rachid.

### Carrière en club
Benameur commence sa carrière dans les rangs juniors de l'USM El Harrach,. En novembre 1976, il fait ses débuts avec les seniors, lors d'un match de championnat contre le MC Oran.
En 1981, Benameur quitte l'USM El Harrach et rejoint le WA Boufarik. Il ne reste au club que six mois, avant de partir pour l'USM Alger, où il ne reste également que quelques mois. Il joue ensuite en faveur du RC Relizane, puis de l'Hydra AC. 
Par la suite, il effectue un bref passage en Syrie. Il met un terme à sa carrière avant son 25e anniversaire.

### En équipe nationale
En novembre 1977, à seulement 17 ans, Benameur se voit appelé en équipe nationale algérienne par Rachid Mekhloufi, pour un match de qualifications à la Coupe d'Afrique des nations 1978 contre la Zambie. Cependant, il ne participe à la rencontre. L'Algérie s'incline 2-0.
En 1979, Benameur figure dans l'équipe algérienne des moins de 20 ans qui remporte la Coupe d'Afrique des nations junior. Par la suite, il figure à nouveau dans l'équipe algérienne des moins de 20 ans lors de Coupe du monde des moins de 20 ans 1979. Lors du mondial junior organisé au Japon, il joue quatre matchs. L'Algérie s'incline en quart de finale face à l'Argentine.

### Décès
Le 30 décembre 2010, Benameur meurt à l'hôpital Parnet d'Alger. Il est enterré au cimetière d'El Alia le jour suivant.

## Palmarès
Algérie -20 ans
- CAN -20 ans (1) :
  - Vainqueur : 1979.